# Władysław Krajewski

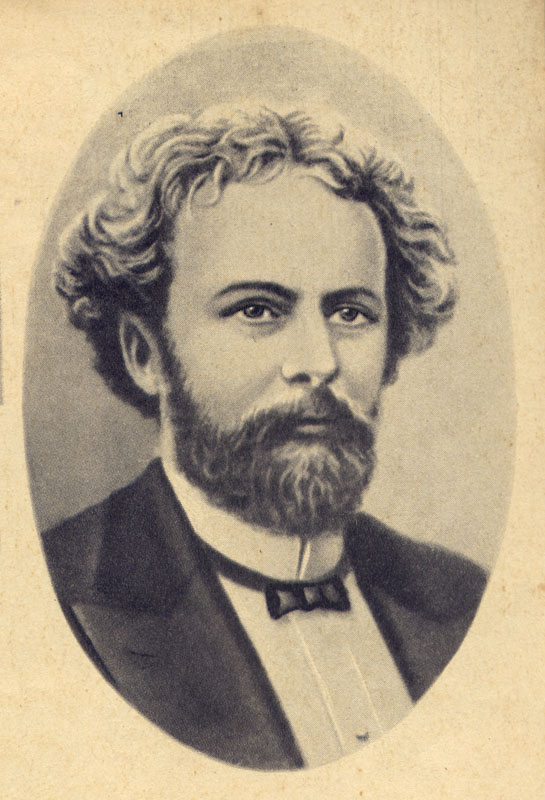
Władysław Krajewski

Władysław Franciszek Krajewski (* 29. Juli 1841 in Warschau, Königreich Polen; † 1. März 1901 in Sankt Petersburg, Kaiserreich Russland) war ein polnischer Sportmediziner. Er gilt als „Vater der Kettlebell“ und Begründer der modernen Methodologie im Kraftsport.

## Werdegang
Krajewski entstammte dem polnischen Adel und war Absolvent der medizinischen Fakultät der Universität Warschau. Aufgrund der politischen Lage in Folge des Januaraufstandes im geteilten Polen zog er 1865 nach Sankt Petersburg, wo er zunächst als niedergelassener Arzt praktizierte und bei der Eindämmung der damals in der Stadt wütenden Choleraepidemie mitwirkte. Wegen seiner Erfolge knüpfte Krajewski rasch Kontakte zur russischen Oberschicht und wurde 1870 zum medizinischen Beamten im russischen Innenministerium berufen.
Zwischen 1876 und 1880 unternahm Krajewski mehrere Studienreisen durch das noch junge Deutsche Reich, auf denen er zahlreiche Anhänger der von Eugen Sandow propagierten Körperkulturistik traf und deren Muskelaufbaumethoden er zu studieren begann. Zu seinen wichtigsten Inspirationsquellen in dieser Zeit zählten der Sportmediziner Theodor Siebert sowie der Athlet Carl Ernst. Nach seiner Rückkehr nach Sankt Petersburg initiierte Krajewski 1885 zunächst den Freundeskreis für Athletik (Ккружок Любителей Aтлетики) und gründete 1897 schließlich den Sankt Petersburger Klub für Athletik und Radsport (Санкт Петербургский Aтлетический и Велосипедный Клуб), dessen Schirmherr und Präsident der russische Großfürst Wladimir Romanow wurde und der Wettbewerbe im Gewichtheben, Ringen und Radrennsport organisierte.
In seinem eigenen Studio an der Tschehowastraße in Sankt Petersburg, das zum Wallfahrtsort für Sportler aus ganz Europa wurde, propagierte Krajewski vor allem funktionelles Training mit freien Hanteln und dem eigenen Körpergewicht. Er entwickelte zahlreiche Trainingsmethoden für die Schwerathletik, bei denen der Fokus auf einer Stärkung des Rückens und der Beinmuskulatur lag und popularisierte die Kettlebell, für die er mehrere bis heute angewandte Standardübungen etablierte. Der von Gustav Zander damals konzipierten Mechanotherapie und dem Einsatz statischer Sportgeräte stand er skeptisch gegenüber. Zu seinen berühmtesten Schülern zählten unter anderem die Athleten Sergei Elisejew, Piotr Herudziński, Iwan Lebedew, Georg Lurich und Władysław Pytlasiński. Auch war Krajewski jahrelang Trainer von Georg Hackenschmidt und begleitete diesen auf Turniere nach Wien und Paris. 1897 und 1898 war er Juror der ersten beiden russischen Landesmeisterschaften im Gewichtheben.
1899 erschien in russischer Sprache Krajewskis Standardwerk Katechismus der Gesundheit (Катехизис Здоровья), das von seinem Schüler Ludwik Czapliński zuletzt 1916 posthum aufgelegt wurde.
Krajewski starb im Alter von nur 60 Jahren an einem Schlaganfall.

## Ehrungen
Zu Ehren Krajewskis wurde vor der städtischen Sportanlage Salut Heraklion (Салют Гераклион) an der Lodochnajastraße in Moskau eine Statue errichtet. Die jährlich abgehaltene polnische Meisterschaft im Girevoy ist nach Krajewski benannt.